# William Conrad
Pour les articles homonymes, voir Conrad.
William Conrad est un acteur, réalisateur, producteur et compositeur américain né le 27 septembre 1920 à Louisville dans le Kentucky aux États-Unis et mort le 12 février 1994 à North Hollywood à Los Angeles en Californie.

## Biographie
Né le 27 septembre 1920 à Louisville (Kentucky), Conrad débuta au cinéma dans Les Tueurs (The Killers), le classique de Robert Siodmak, en 1946, et interpréta des rôles de policier, de shérif voire de journaliste dans plusieurs films avant de collaborer régulièrement à la série radiophonique Escape, en 1950, et d’apparaître dans plusieurs séries télé dont Bat Masterson, Have Gun-Will Travel, Le Grand Chaparral (The High Chaparral) et plus tard Opération Vol, L’Homme qui tombe à pic (dans son propre rôle) et Arabesque. Mais il est également producteur et réalisateur, œuvrant notamment à la réussite de Gunsmoke, L’Homme à la carabine ou Naked City dans les années 1950. Décédé en 1994, l’acteur fut également le protagoniste de trois séries plus connues: la première qui a duré cinq ans, Cannon. la deuxième annulée au bout de quelques épisodes, Nero Wolfe; la troisième plus populaire, La Loi est la Loi (Jake and the Fatman), avec Joe Penny (acteur de Riptide).

## Filmographie

### Comme acteur
- 1945 : Pillow to Post de Vincent Sherman : le premier policier à moto
- 1946 : Les Tueurs (The Killers) de Robert Siodmak : Max (VF: Pierre Morin)
- 1947 : Sang et or (Body and Soul) de Robert Rossen : Quinn
- 1948 : Arc de Triomphe (Arch of Triumph) de Lewis Milestone : le policier pendant l'accident
- 1948 : Ombres sur Paris (To the Victor) de Delmer Daves : Farnsworth
- 1948 : Le Destin du fugitif (Four Faces West) : Shérif Egan
- 1948 : Raccrochez, c'est une erreur ! (Sorry, Wrong Number) de Anatole Litvak: Morano
- 1948 : Jeanne d'arc (Joan of Arc) de Victor Fleming : Guillaume Erard (un procureur)
- 1949 : Faites vos jeux (Any Number Can Play) de Mervyn LeRoy : Frank Sistina
- 1949 : Ville haute, ville basse (East Side, West Side) de Mervyn LeRoy : Lieutenant Jake Jacobi
- 1950 : Escape (série TV) : le narrateur
- 1950 : Tension de John Berry : Police Lt. Edgar 'Blackie' Gonsales
- 1950 : L'Impasse maudite (One Way Street) de Hugo Fregonese: Ollie
- 1950 : The Milkman de Charles Barton : Mike Morrel
- 1950 : Les Âmes nues (Dial 1119) de Gerald Mayer : Chuckles
- 1951 : L'Implacable (Cry Danger) de Robert Parrish : Louie Castro
- 1951 : L'Épée de Monte-Cristo (en) (The Sword of Monte Cristo) de Maurice Geraghty : Major Nicolet
- 1951 : The Racket de John Cromwell : Det. Sgt. Turk
- 1952 : L'Étoile du destin (Lone Star) de Vincent Sherman : Mizette (VF: Fernand Rauzena)
- 1953 : Le Mystère des bayous (Cry of the Hunted) de Joseph H. Lewis : Goodwin
- 1953 : Le Nouveau Chant du désert (The Desert Song) de H. Bruce Humberstone : Lachmed
- 1954 : Quand la Marabunta gronde (The Naked Jungle) de Byron Haskin : Gouverneur Clayton (VF: Jean Henri Chambois)
- 1954 : The Bob Mathias Story (en)  de Francis D. Lyon : le narrateur
- 1955 : On ne joue pas avec le crime (5 Against the House) de Phil Karlson : Eric Berg, the cash cart man
- 1956 : Le Conquérant (The Conqueror) : Kasar
- 1956 : Johnny Concho de Don McGuire : Tallman (VF: Jean Davy)
- 1957 : La Chevauchée du retour (The Ride Back) de Allen Miner : shérif Chris Hamish (VF: Serge Nadeau)
- 1957 : À l'heure zéro (Zero Hour!) de Hall Bartlett : le narrateur
- 1959 : This Man Dawson (série TV) : le narrateur
- 1959 : -30- de Jack Webb : Jim Bathgate
- 1959 : Rocky and His Friends (série TV) : le narrateur du segment Rocky and Bullwinkle
- 1961 : The Rocky and Bullwinkle Show (série TV) : Rocky and Bullwinkle Narrator / Dudley Do-Right Narrator #2 (voix)
- 1962 : Geronimo d'Arnold Laven : le narrateur
- 1965 : Two on a Guillotine (en) : le gros homme dans le hall des miroirs
- 1965 : My Blood Runs Cold (en) : le pilote d'hélicoptère (voix)
- 1965 : La Bataille des Ardennes (Battle of the Bulge) de Ken Annakin : le narrateur
- 1966 : La Chambre des horreurs (Chamber of Horrors) de Hy Averback : le narrateur
- 1967 : Objectif Lune (Countdown) Robert Altman : (voix)
- 1967 : Chef de patrouille (First to Fight) de Christian Nyby (voix)
- 1969 : The Dudley Do-Right Show (série TV) : le narrateur
- 1970 : Chisum d'Andrew V. McLaglen : le narrateur
- 1970 : La Fraternité ou la Mort (The Brotherhood of the Bell) (TV) : Bart Harris
- 1971 : D.A.: Conspiracy to Kill (en) (TV) : Chef Vincent Kovac
- 1971 : O'Hara, U.S. Treasury (en) (TV) : Keegan
- 1971 : Cannon (Cannon) (série TV) : Frank Cannon (1971-76) : (VF: Claude Bertrand puis Roger Lumont)
- 1973 : The Wild, Wild World of Animals (en) (série TV) : le narrateur (1973-76)
- 1974 : The F.B.I. Story: The FBI Versus Alvin Karpis, Public Enemy Number One (TV) : le narrateur
- 1975 : Attack on Terror: The FBI vs. the Ku Klux Klan (en) (TV) : le narrateur
- 1976 : The Macahans (TV) : le narrateur
- 1977 : Voyage dans l'inconnu (Force of Evil) (TV) : le narrateur
- 1977 : The City (en) (TV) : le narrateur
- 1977 : Bizarre, bizarre (Tales of the Unexpected) (série TV) : le narrateur
- 1977 : La Conquête de l'Ouest (How the West Was Won) (feuilleton TV) : le narrateur
- 1977 : Moonshine County Express (en) : Jack Starkey
- 1978 : Night Cries (TV) : Dr Whelan
- 1978 : How the West Was Won (feuilleton TV) : le narrateur
- 1978 : Keefer (TV) : Keefer
- 1979 : Buck Rogers (Buck Rogers in the 25th Century) : le narrateur de l'ouverture et l'officier Draconian (voix)
- 1979 : The Rebels (TV) : le narrateur
- 1980 : Battles: The Murder That Wouldn't Die (TV) : William Battles
- 1980 : The Return of the King (TV) : Denethor (voix)
- 1980 : Turnover Smith (TV) : Thaddeus Smith
- 1980 : The Tarzan/Lone Ranger/Zorro Adventure Hour (en) (série TV) : The Lone Ranger (voix)
- 1980 : The Tonnero/Pat Wittacker Hour (série TV) : The Last Crime (voix)
- 1980 : The Return of Frank Cannon (TV) : Frank Cannon (VF: Claude Bertrand)
- 1981 : Side Show (TV) : Ring Announcer (voix)
- 1981 : L'Homme à l'orchidée (Nero Wolfe) (série TV) : Nero Wolfe (1981): (VF: Roger Lumont)
- 1982 : The Mikado (TV) : The Mikado of Japan
- 1982 : Shocktrauma (en) (TV) : Dr R. Adams Cowley
- 1982 : The Cremation of Sam McGee: A Poem by Robert W. Service (en) : le narrateur
- 1983 : Trauma Center (série TV) : le narrateur
- 1983 : Manimal (Manimal) (série TV) : le narrateur (1983) (VF: Marc Cassot)
- 1984 : l'Homme qui tombe à pic (série, saison 4, épisode 5 : Private Eyes) : lui-même
- 1985 : Flynn, agent double (In Like Flynn) (TV) : sergent Dominic
- 1986 : Vengeance, l'histoire de Tony Cimo (Vengeance: The Story of Tony Cimo) (TV) : Jim Dunn (VF: Roger Lumont)
- 1986 : Hôtel (Hotel) (série, saison 3, épisode 10 et 11 : (Shadow of the doubt) : Art Patterson
- 1986 : Killing Cars : M.. Mahoney
- 1987 : Police 2000 (TV) : le narrateur
- 1987 : La loi est la loi (Jake and the Fatman) (TV) : Jason Lochinvar 'J.L.' McCabe (VF: Roger Lumont)
- 1988 : Police 2000 (série TV) : le narrateur
- 1991 : Hudson Hawk, gentleman et cambrioleur (Hudson Hawk) : le narrateur
- 1991 : Cannon Return (TV) : Frank Cannon (VF: Roger Lumont)

### Comme réalisateur
- 1955 : Highway Patrol (en) (série télévisée)
- 1958 : Naked City (série télévisée)
- 1958 : L'Homme à la carabine (The Rifleman) (série télévisée)
- 1958 : Bat Masterson (série télévisée)
- 1958 : 77 Sunset Strip (série télévisée)
- 1959 : This Man Dawson (série télévisée)
- 1959 : Men into Space (en) (série télévisée)
- 1960 : Klondike (en) (série télévisée)
- 1963 : The Man from Galveston
- 1965 : Two on a Guillotine (en)
- 1965 : My Blood Runs Cold
- 1965 : Brainstorm (en)
- 1967 : Objectif Lune (Countdown) (coréalisé avec Robert Altman)
- 1981 : Side Show (TV)

### Comme producteur
- 1957 : La Chevauchée du retour (The Ride Back) d'Allen H. Miner
- 1959 : This Man Dawson (série télévisée)
- 1965 : Two on a Guillotine (en)
- 1965 : My Blood Runs Cold (en)
- 1965 : Brainstorm (en)
- 1966 : Sursis pour une nuit (An American Dream)
- 1967 : Chef de patrouille (First to Fight) de Christian Nyby
- 1967 : A Covenant with Death
- 1967 : The Cool Ones (en)
- 1967 : Objectif Lune (Countdown)
- 1968 : Chubasco le rebelle (en) (Chubasco) d'Allen H. Miner
- 1968 : Les tueurs sont lâchés (Assignment to Kill) de Sheldon Reynolds
- 1980 : Turnover Smith (TV)

## Récompenses et distinctions
Deux nominations aux Golden Globes au titre de meilleur acteur de télévision, en 1972 et 1973.